# إريك كارلسن
إريك كارلسن (بالنرويجية البوكمول: Erik Karlsen)‏ هو لاعب كرة قدم نرويجي في مركز مهاجم ‏، ولد في 26 يوليو 1953. شارك مع منتخب النرويج لكرة القدم. أما مع النوادي، فقد لعب مع نادي فوليرينغا ونادي ليلستروم.

## وصلات خارجية
- إريك كارلسن على موقع اتحاد النرويج (النرويجية)
- إريك كارلسن على موقع قاعدة بيانات كرة القدم.إي يو (الإنجليزية)